# Funisciurus congicus
Funisciurus congicus је сисар из реда глодара и породице веверица (Sciuridae).

## Распрострањење
Ареал врсте је ограничен на мањи број држава. Врста има станиште у Анголи, ДР Конгу и Намибији.

## Угроженост
Ова врста није угрожена, и наведена је као последња брига јер има широко распрострањење.